# Frei (île)
Pour les articles homonymes, voir Frei.
Frei est une île de la commune de Kristiansund, du comté de Møre et Romsdal, dans la mer de Norvège.

## Description
L'île de 62,5 km2 se trouve au sud de la ville de Kristiansund dans le Landskap de Nordmøre. Les principaux villages de l'île sont Rensvik au nord, Kvalvåg à l'est et Nedre Frei au sud. L'île faisait partie de l'ancienne municipalité de Frei de 1838 à 2008, date à laquelle l'île a été fusionnée avec la municipalité de Kristiansund.
L'île est couverte de montagnes, de forêts de pins, de marais et d'autre végétation clairsemée. Les îles de Nordlandet, Kirkelandet et Innlandet se trouvent au nord de Frei ; l'île d'Averøya se trouve à l'ouest ; les îles de Bergsøya et Aspøya se trouvent au sud-est ; et l'île de Tustna se trouve au nord-est.
La petite île de Flatsetøya au sud est reliée par le Freifjord Tunnel (en) et l'autoroute 70.
La petite île de Husøya est au nord, face à la réserve naturelle de l'île de Fugløya.
La battle of Rastarkalv (en) de l'époque viking, entre Håkon Ier de Norvège et les fils d'Éric Ier de Norvège, a eu lieu près du village de Nedre Frei (en) en 955 apr. J.-C.

## Galerie

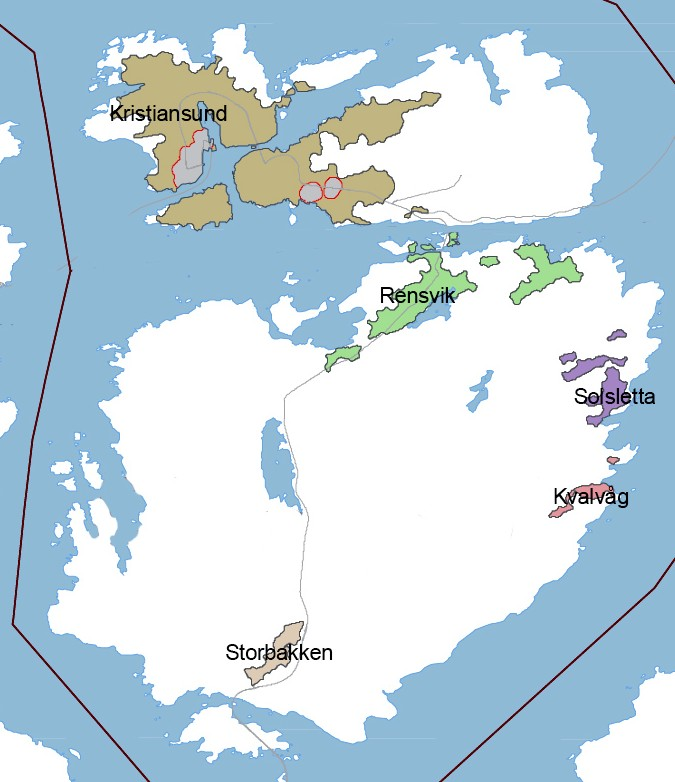
Lesvillages de la municipalité de Kristiansund
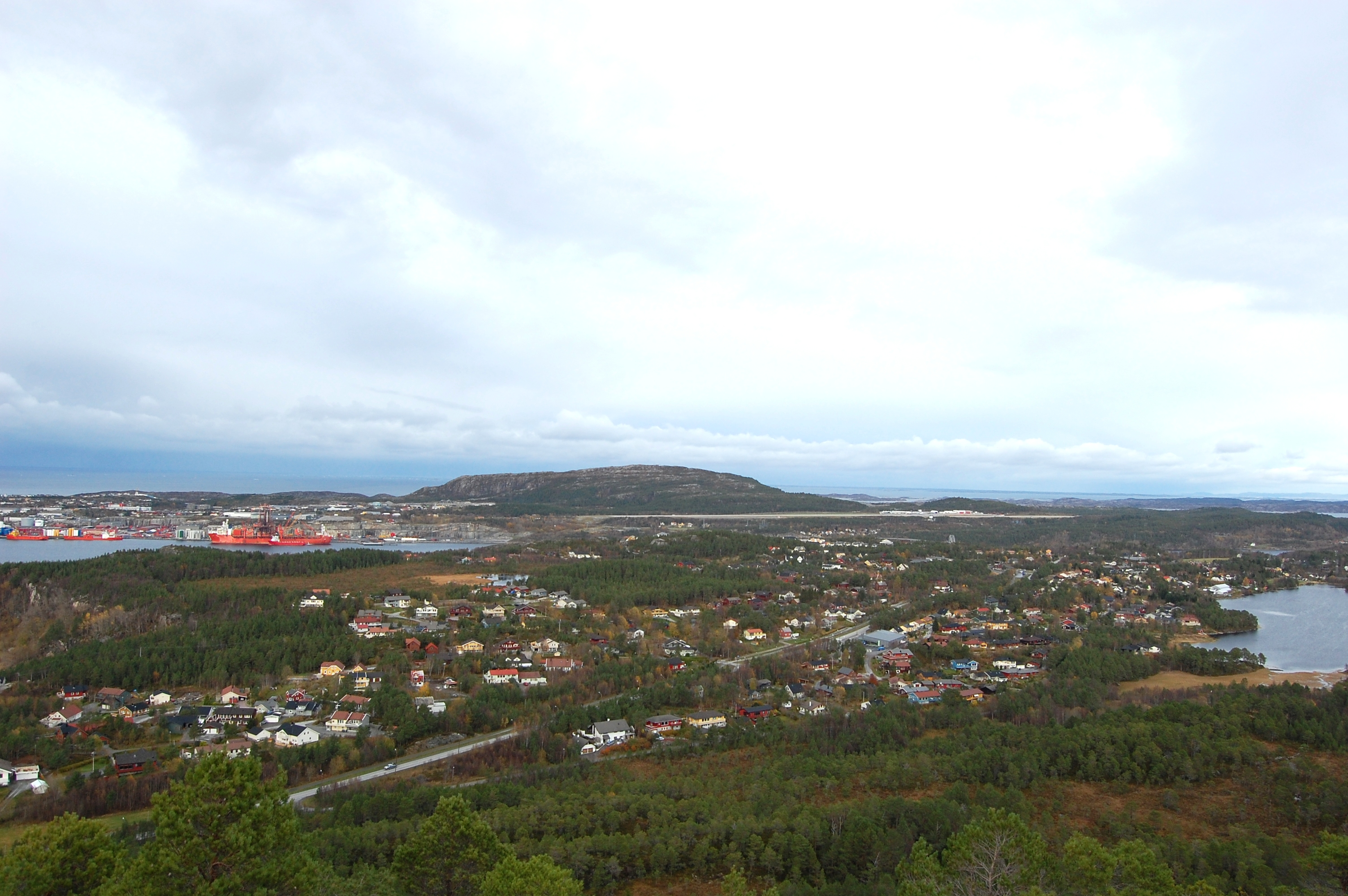
Village de Rensvik
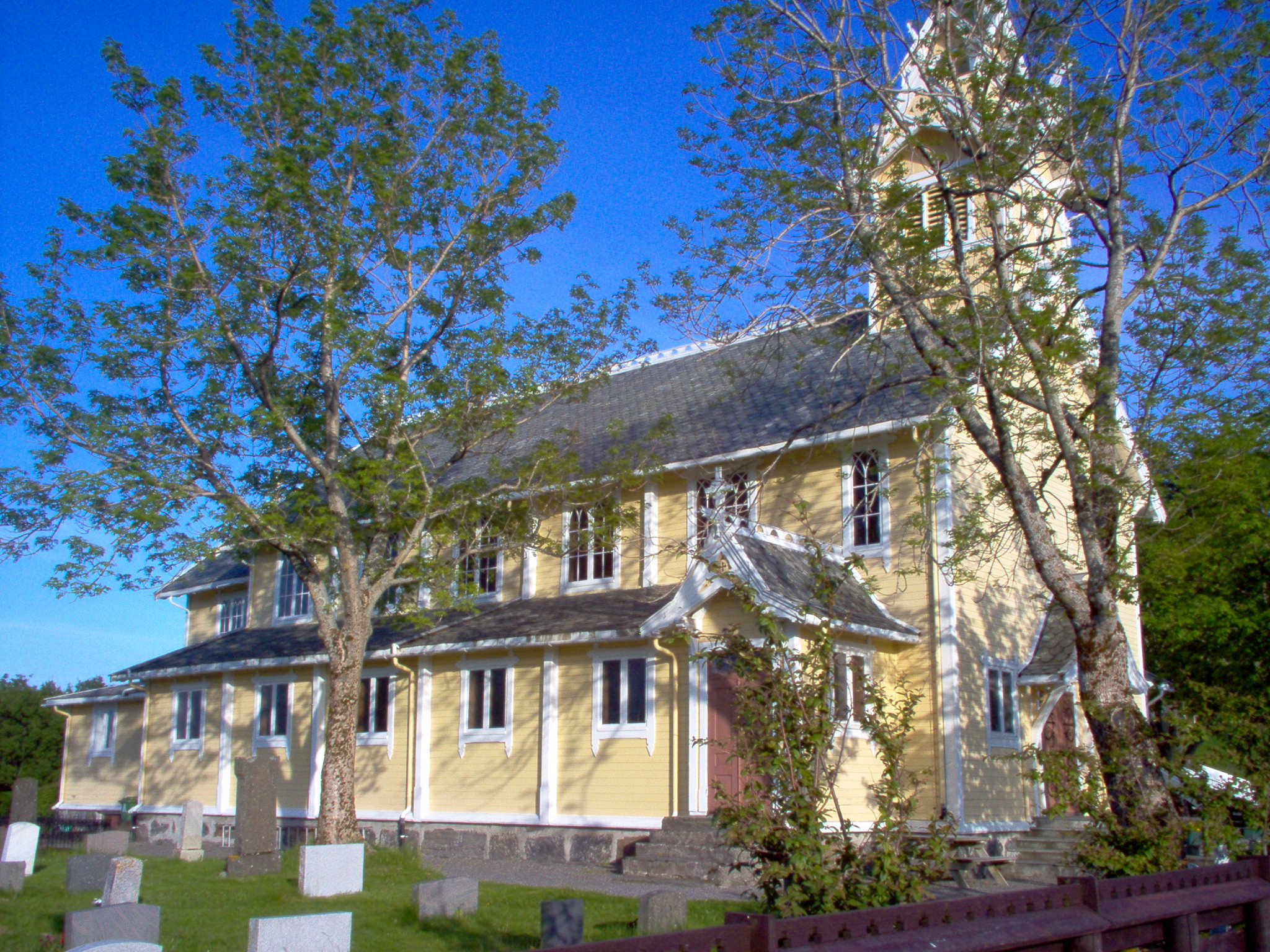
Église de Frei